# アントン・ブラックウッド
アントン・ブラックウッド（Anton Blackwood, 1991年8月18日 - ）は、イングランド・ロンドン出身の元サッカー選手。

## クラブ歴
アーセナルFCのユース出身。2009年7月にトッテナム・ホットスパーFCへ移籍した。
2017年から古巣のトッテナム・ホットスパーFCの香港に拠点を置くアカデミーチームのコーチを務めている。2018年に選手を引退後はコーチに専任している。

## 代表歴
2012年2月にアンティグア・バーブーダ代表に初招集されると、2月29日のトリニダード・トバゴ代表との親善試合でデビューした。

## 人物
USLのサクラメント・リパブリックFCに所属しているテイラー・ブラックウッドとは兄弟。かつてはクイーンズ・パーク・レンジャーズFCでもプレー経験がある。

## 所属クラブ
ユース
- アーセナルFC 2007-2009

プロ
- トッテナム・ホットスパーFC 2009-2010
- エイヴリーFC 2011
- セント・オールバンズ・シティFC 2012
- バートン・ローヴァーズFC 2012-2013
- サロックFC 2013
- チェスハントFC 2014-2015
- ハーリンゲイ・ボロFC 2015-2017
- ホイ・キングSAL 2017-2018